# Улица 40-летия Комсомола (Екатеринбург)
У́лица 40-ле́тия Комсомо́ла, также встречается неофициальное название 40 лет ВЛКСМ — магистральная улица в жилом районе «ЖБИ» Кировского административного района Екатеринбурга.

## Происхождение названия
Первоначальное название улицы — Бетонная. Своё современное название улица получила 18 января 1959 года на основе решения свердловского горисполкома от 30 октября 1958 года в честь Всесоюзного ленинского коммунистического союза молодёжи — политической молодёжной организации в СССР.

## Расположение и благоустройство
Улица проходит с северо-запада на юго-восток, через 500 метров после начала поворачивает к югу. Начинается от улицы Высоцкого и заканчивается у улицы Новгородцевой. Пересечений с другими улицами не имеет. Слева на улицу выходит улица Бетонщиков, справа улица Сыромолотова. Протяжённость улицы составляет около 2000 метров. Ширина проезжей части в среднем около 8-9 м (по одной полосе в каждую сторону движения).
На протяжении улицы имеются три светофора и два регулируемых пешеходных перехода. С обеих сторон улица оборудована тротуарами.

## История
Появилась в 1958 году как улица бывшего посёлка завода железобетонных изделий (ЖБИ, сейчас завод «Бетфор»). В 1962-66 гг. построены 5-этажные дома 8-12, до 1988 года застроена остальными многоэтажными жилыми домами, а также жилыми домами повышенной этажности (до 16 этажей), в 1993—2003 — сданы дома 32 и 36. Нечётная сторона улицы почти полностью занята промышленной застройкой, кроме домов 29 и 31 (1988-89).

## Примечательные здания
- № 34 — завод железобетонных изделий «Бетфор».
- № 18б - отдел полиции № 2 УМВД России по г. Екатеринбургу.

## Транспорт

### Наземный общественный транспорт
- Остановка «40 лет ВЛКСМ»:

Трамвай: № 8, 12, 13, 15, 23
- Остановка «Заводоуправление»:

Автобус: № 61; 80
- Остановка «ЖБИ»:

Автобус: № 61, 80

### Ближайшие станции метро
Действующих станций метро поблизости нет. В отдалённой перспективе поблизости от начала улицы планируется построить станцию 2-й линии Екатеринбургского метрополитена  «Каменные Палатки».